# Roger Zelazny
Roger (Joseph Christopher) Zelazny (13. května 1937, Euclid, Ohio – 14. června 1995) byl americký autor fantasy a science fiction literatury. Mezi jeho nejslavnější díla patří série Tajemný Amber.

## Životopis
Jednalo se o jediné dítě Josephine Sweetové a Josepha Franka Zelazneho (Żelazny), jeho otec již v mládí emigroval z Polska a se svou ženou Josephine se seznámil v Chicagu.
V letech 1955–1959 studoval na Western Reverse University v Clevelandu, kterou ukončil jako bakalář z angličtiny, poté vystudoval na Columbia University v New Yorku se specializací na alžbětinské drama, školu dokončil roku 1962 jako magistr. V letech 1962–1969 pracoval jako zaměstnanec zdravotní a sociální pojišťovny v Clevelandu a v Baltimore. Konečně v roce 1969 se dal na spisovatelskou dráhu jako autor na volné noze. Ve svých 38 letech se přestěhoval do Santa Fe, kde žil až do své smrti. Zemřel na selhání ledvin v důsledku rakoviny tlustého střeva.

## Dílo
Jeho první publikovanou prací se stala povídka Passion Play roku 1962. Vrchol jeho tvorby spadá do šedesátých a sedmdesátých let 20. století, je řazen k autorům Nové vlny.
Pro jeho práce je charakteristické určité zamlžení hranice mezi science fiction a fantasy. Některé jeho romány jsou založeny na mytologiích různých kultur. Například Pán světla se odehrává ve světě hinduistických božstev, Oko kočky obsahuje prvky navažského náboženství, egyptští bohové figurují v románu Creatures of Light and Darkness. Bohové, bytosti s božskou mocí a lidé, kteří se stali bohy, jsou častým tématem jeho prací.

## Seznam děl

### Amber
Patrně nejznámějším dílem je desetidílná série známá jako Tajuplný Amber.
Prvních pět knih popisuje příběh amberského prince Corwina:
- Vládci stínů, AG Kult, 1992, ISBN 80-901035-4-5 (Nine Princes in Amber, 1970)
  - druhé vydání (v jiném překladu) Devět princů Amberu, AND Classic, 1999
  - třetí vydání (opět jiný překlad) Devět princů Amberu, Straky na vrbě, 2006, ISBN 80-86428-60-5
- Zbraně Avalonu, AND Classic, 1993, ISBN 80-85782-00-6 (The Guns of Avalon, 1972)
  - druhé vydání (v jiném překladu) Pušky Avalonu, Straky na vrbě, 2006, ISBN 80-86428-67-2
- Stín jednorožce, AND Classic, 1993, ISBN 80-85782-02-2 (Sign of the Unicorn, 1975)
  - druhé vydání (v jiném překladu) Znamení jednorožce, Straky na vrbě, 2007, ISBN 978-80-86428-77-2
- Oberonova ruka, AND Classic, 1993, ISBN 80-85782-01-4 (The Hand of Oberon, 1976)
  - druhé vydání (v jiném překladu) Paže Oberonova, Straky na vrbě, 2008, ISBN 978-80-86428-89-5
- Dvory Chaosu, AND Classic, 1994, ISBN 80-85782-04-9 (The Courts of Chaos, 1978)
  - druhé vydání (v jiném překladu), Straky na vrbě, 2009, ISBN 978-80-87364-03-1

Další pětice pokračuje líčením osudů Corwinova syna Merlina – čaroděje a počítačového experta:
- Trumfy osudu, AND Classic, 1994, ISBN 80-85782-03-0 (Trumps of Doom, 1985)
- Krev Amberu, AND Classic, 1994, ISBN 80-85782-07-3 (The Blood of Amber, 1986)
- Znamení Chaosu, AND Classic, 1994, ISBN 80-85782-08-1 (The Sign of Chaos, 1987)
- Rytíř stínů, AND Classic, 1994, ISBN 80-85782-09-X (The Knight of Shadows, 1989)
- Princ Chaosu, AND Classic, 1994, ISBN 80-85782-10-3 (Prince of Chaos, 1991)

### Millennium Contest
Spoluautorem byl Robert Sheckley:
- Přines mi hlavu čarodějného prince (Bring Me the Head of Prince Charming, 1991)
- If at Faust You Don't Succeed, 1993
- A Farce to be Reckoned With, 1995

### Jiné romány
- …And Call Me Conrad, 1965
- The Dream Master, 1966
- This Immortal, 1966
- Lord of Light, 1967
- Isle of the Dead, 1969
- Alej prokletí, Laser-books, 1994, ISBN 80-85601-77-X (Damnation Alley, 1969)
- Creatures of Light and Darkness, 1969
- Jack, pán stínů, Straky na vrbě, 2000, ISBN 80-86428-05-2 (Jack of Shadows, 1971)
- Zemřít v Italbaru, Straky na vrbě, 2011, ISBN 978-80-87364-19-2 (To Die in Italbar, 1973)
- Today We Choose Faces, 1973
- Bridge of Ashes, 1976
- Doorways in the Sand, 1976
- Deus Irae, 1976 – spoluautor Philip K. Dick
- Poslední odbočka na Babylón, Classic, 1997, ISBN 80-85782-91-X (Roadmarks, 1979, Last Exit to Babylon byl původní návrh na název a je jako část ilustrace na obálce)
- Podvrženec, Straky na vrbě, 2001, ISBN 80-86428-11-7 (Changeling, 1980)
- Divomág, Straky na vrbě, 2004, ISBN 80-86428-43-5 (Madwand, 1981)
- Coils, 1982 – spoluautor Fred Saberhagen
- Proměnlivá země, Straky na vrbě, 2005, ISBN 80-86428-58-3 (The Changing Land, 1981)
- Oko kočky, Aradan,1995, ISBN 80-901081-5-6 (Eye of Cat, 1982)
- A Dark Traveling, 1987
- The Black Throne, 1990 – spoluautor Fred Saberhagen
- The Mask of Loki, 1990 – spoluautor Thomas T. Thomas
- Way Up High, 1992
- Here There Be Dragons, 1992
- Flare, 1992 – spoluautor Thomas T. Thomas
- A Night in the Lonesome October, 1993. Český překlad Noc v osamělém říjnu, Banshies, 2002
- Wilderness, 1994 – spoluautor Gerald Hausman
- Donnerjack, 1997 – spoluautor Jane Lindskoldová
- Psychoshop, 1998 – spoluautor Alfred Bester
- Lord Demon, 1999 – spoluautor Jane Lindskoldová

### Sbírky
- Four for Tomorrow, 1967
- Mé jméno je Legie, Aradan, 1994, ISBN 80-901081-4-8 (My Name is Legion, 1976)
- The Last Defender of Camelot, 1980
- Prokletý Dilvish, Laser-books, 1994, ISBN 80-85601-80-X (Dilvish, the Damned, 1982)
  - druhé vydání (stejný, upravený překlad) Prokletý Dilvish, Straky na vrbě, ISBN 80-86428-45-1
- Unicorn Variations, 1983
- Frost & Fire, 1989
- Manna From Heaven, 2004

## Ocenění
- Hugo Award
  - 1966 – povídka – …And Call Me Conrad
  - 1968 – román – Pán světla
  - 1976 – novela – Home Is the Hangman
  - 1982 – noveleta – Unicorn Variation
  - 1986 – novela – 24 Views of Mt. Fuji, by Hokusai
  - 1987 – noveleta – Permafrost
- Nebula Award
  - 1966 – noveleta – The Doors of His Face, the Lamps of His Mouth
  - 1966 – novela – He Who Shapes
  - 1976 – novela – Home Is the Hangman
- Locus Award
  - 1984 – sbírka – Unicorn Variations
  - 1986 – román – Trumfy osudu
- Forry Award
  - 1993 – za celoživotní dílo